# My Lady's Garter
My Lady's Garter er en amerikansk stumfilm fra 1920 af Maurice Tourneur.

## Medvirkende
- Wyndham Standing som Bruce Calhoun
- Sylvia Breamer som Helen Hamilton
- Holmes Herbert som Henry Van Derp
- Warner Richmond som Meredith
- Paul Clerget som Dexter
- Warren Cook som Brokaw Hamilton
- Louise de Rigney som Mrs. Hamilton
- Charles Craig som Keats Gaunt